# Mah Chonggi

Mah Chonggi es un poeta coreano.

## Biografía
Mah Chonggi nació en Tokio, Japón, el 17 de enero de 1939. Se graduó de medicina por la Universidad Yonsei y por la Universidad Nacional de Seúl. Después de acabar la investigación de posgrado en la Universidad Nacional de Seúl en 1966, fue a los Estados Unidos. Enseñó en la Universidad Estatal de Ohio y ejerció como radiólogo en Toledo, Ohio. Se retiró de la medicina y la enseñanza en 2002, y se dedicó a escribir poesía.

## Obra
Los temas principales en sus poemas son sus experiencias como doctor y su vida en Japón y especialmente en Estados Unidos. Los poemas que tratan de sus experiencias médicas, expresan una profunda compasión y esperanza por la capacidad del amor de anular el dolor. Los que tratan de su vida en el extranjero son más complejas en tono. En ellas escribe las memorias de su vida en Corea y varios sentimientos encontrados: intenso patriotismo, amor y enfado hacia sus compatriotas, al mismo tiempo que vergüenza por el resultado de sus reflexiones sobre su patria. Ambos temas terminan por inspirar la misma compasión por la humanidad, ya sea por el sufrimiento o por el desarraigo, y alcanza una universalidad que es la marca distintiva de su obra.

## Obras en coreano (lista parcial)
Poesía
- Un regreso tranquilo y triunfante (Joyonghan gaeseon),
- Segundo invierno (Du beonjjae gyeoul)
- Mundo invisible de amor (Anboineun sarangui nara)
- El color del cielo en ese país (Geu nara haneulbit),
- No solo los juncos viven juntos (Moyeoseo saneun geosi eodi galdaedeul ppunirya)
- Ojos del rocío (Iseurui nun).

## Premios
- Premio Literario de Escritores de Corea (1976)